# Національна асамблея Бутану
Національна асамблея є нижньою палатою нового двопалатного парламенту Бутану, в який також входять король Бутану і Національна рада.
Національна асамблея складається з 47 депутатів, які були обрані на перших національних виборах 24 березня 2008 року. До виборів були допущені лише дві промонархічні політичні сили; примітно, що обидві вони очолювалися королівськими прем'єр-міністрами і проголошували своєю метою збільшення «валового національного щастя». Перемогу зрештою здобула Партія миру та процвітання (ПМП), посівши 45 місць в асамблеї. Решту 2 місця зайняла Народно-демократична партія (НДП), а її лідер Сангай Нгедуп програв вибори у своєму окрузі.